# الألعاب العالمية للأولمبياد الخاص

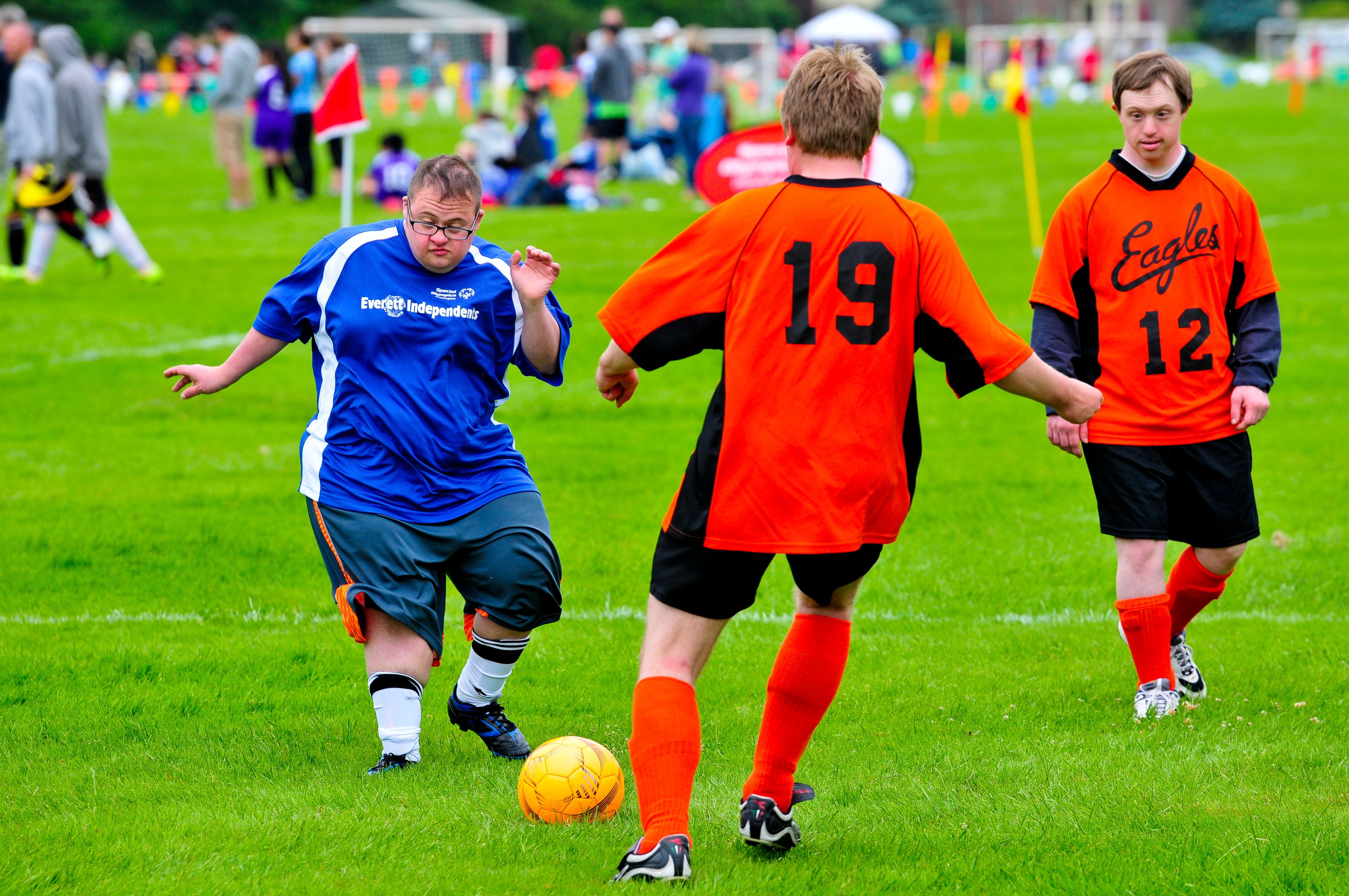
لاعبون كرة قدم، معظمهم مصاب بمتلازمة داون، دورة واشنطون الصيفية، 2014

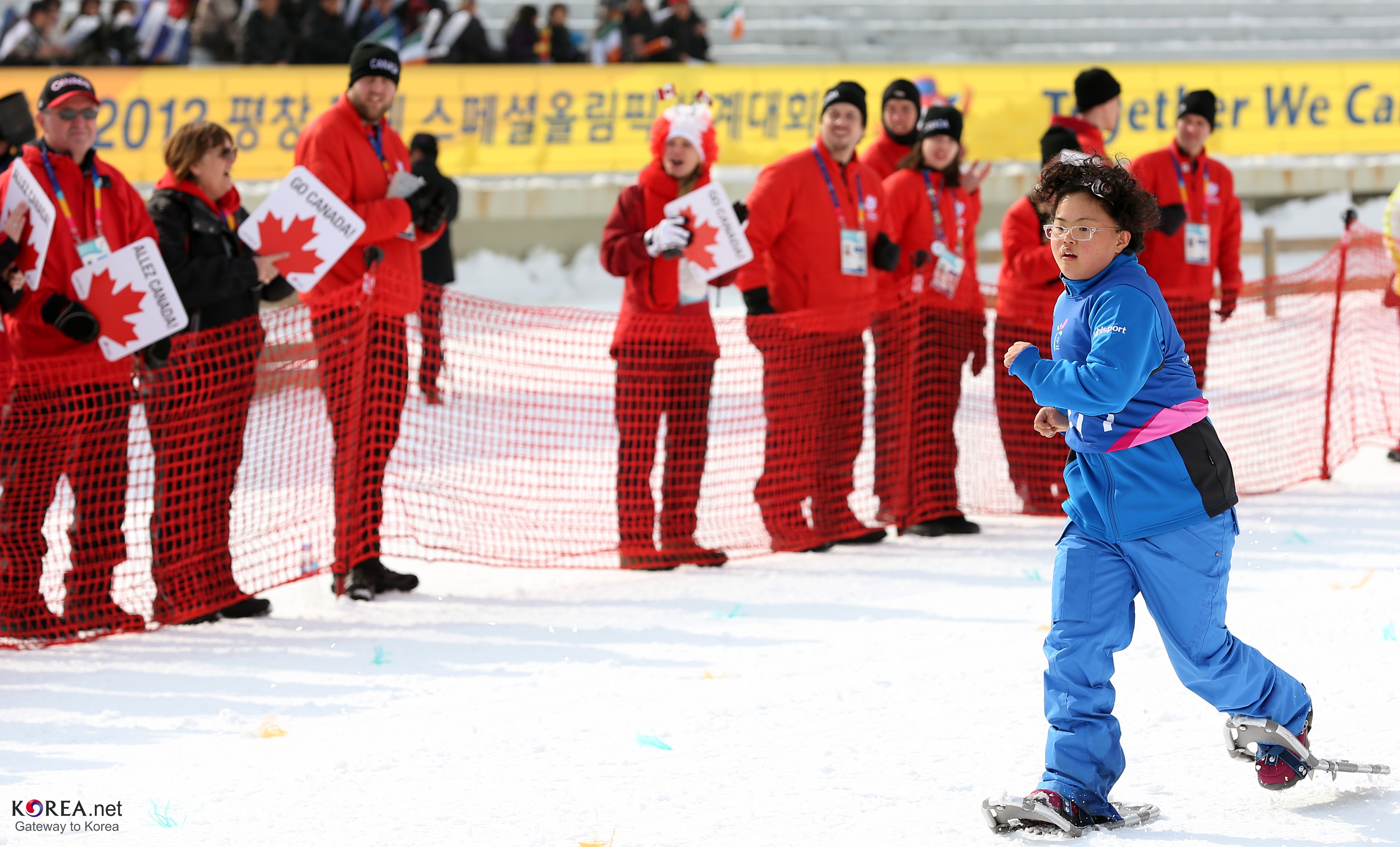
متسابقة من الألعاب العالمية للأولمبياد الخاص (الدورة الشتوية)، في كوريا الجنوبية، 2013

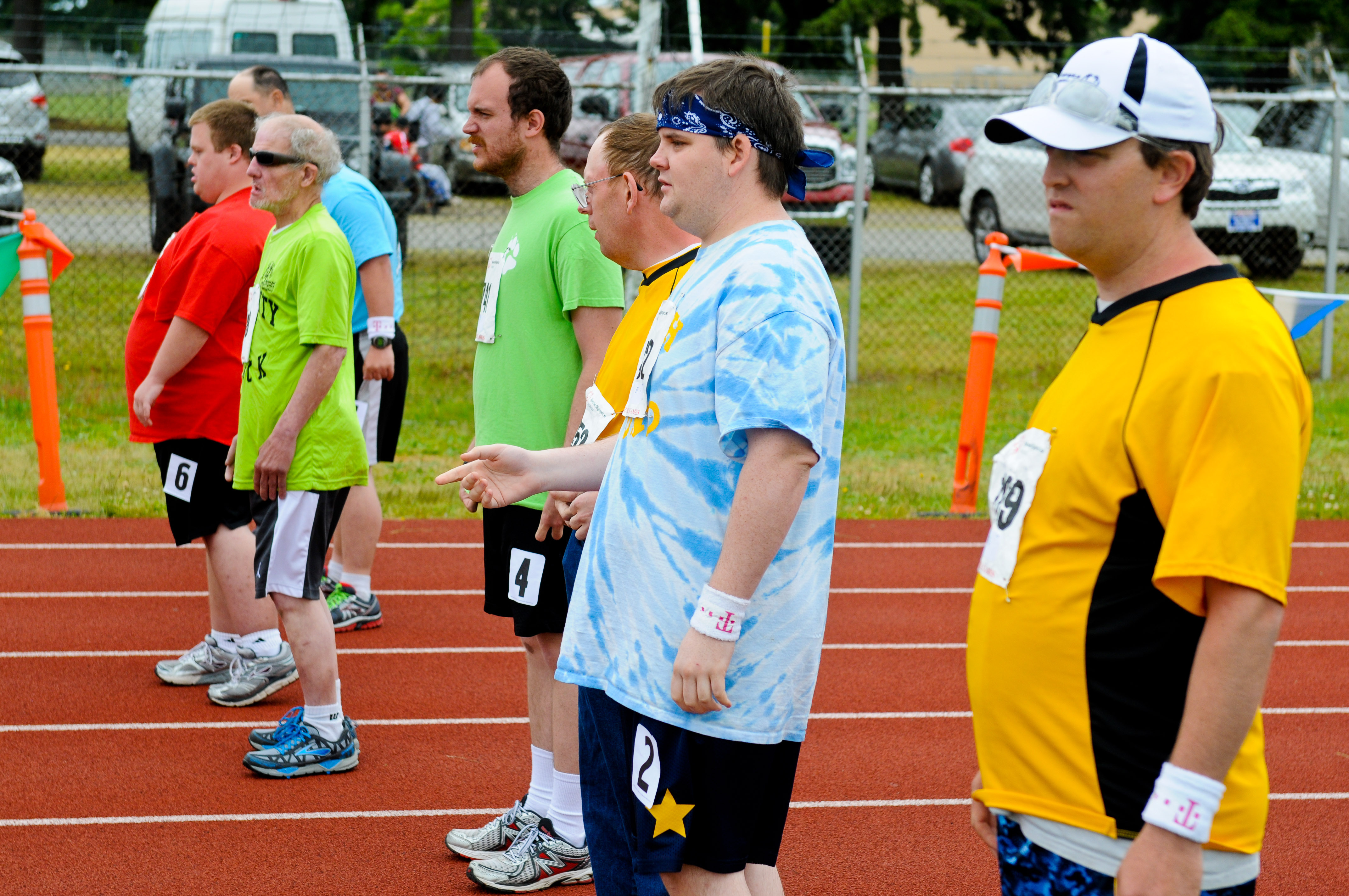
متسابقون في سباق الركض، يستعدون عن خط الانطلاق، دورة واشنطون الصيفية، 2014

الألعاب العالمية للأولمبياد الخاص هي حدث رياضي عالمي للرياضيين ذوي الإعاقة العقلية، تنظمها منظمة الأولمبياد الخاص.

## المبادئ
على الرغم من الأحداث والمنافسات المحلية المختلفة التي تنظمها منظمة الأولمبياد الخاص، الألعاب العالمية للأولمبياد الخاص هي الحدث الرئيسي. تهدف الألعاب العالمية للأولمبياد الخاص إلى إظهار مهارات وإنجازات الرياضيين ذويي الإعاقة العقلية على المستوى العالمي.
تمتد الألعاب لأكثر من أسبوع واحد ويتنافس بها آلاف الرياضيون. من خلال التغطية الإعلامية للألعاب، تلمس قصص وإنجازات الرياضيين من ذوي الإعاقة العقلية الملايين من المتابعين حول العالم.
تقام الألعاب العالمية للأولمبياد الخاص كل عامين عن طريق الألعاب الصيفية والشتوية بالتبادل كما هو الأمر في دورتي الألعاب الأولمبية والبارالمبية. كما تجذب الألعاب ما يقرب من 35000 متطوع ومدرب، بالإضافة لآلاف الرياضيين. تعتبر هي الحدث الرياضي الأكبر في عام إقامتها.
يستطيع رياضيو الأولمبياد الخاص التنافس في 32 رياضة أولمبية صيفية أو شتوية. الرياضيون يكونون بالغين وأطفال ذوي إعاقة عقلية تتنوع ما بين موهوبين ورياضيين بمستوى عالمي ورياضيين ذوي قدرات جسدية محدودة. ومن قواعد منافسات الأولمبياد الخاص أن يصنف الرياضيون حسب قدراتهم العقلية وعمرهم، يهدف هذا التصنيف إلى جعل المنافسات عادلة وتنافسية ومثيرة للرياضيين والمتابعين.

## التاريخ
أقيمت أول ألعاب عالمية صيفية للأولمبياد الخاص في شيكاغو، إلينوي، الولايات المتحدة الأمريكية، عام 1968.
أقيمت أول ألعاب عالمية شتوية للأولمبياد الخاص في فبراير 1977 في ستيمبوت سبرينغز، كولورادو، الولايات المتحدة الأمريكية.
في عام 1991، تغير اسم المنافسات رسميًا من الألعاب الدولية الصيفية أو الشتوية للأولمبياد الخاص إلى الألعاب العالمية الصيفية أو الشتوية للأولمبياد الخاص.
أقيمت أحدث ألعاب عالمية صيفية للأولمبياد الخاص والتي أقيمت في الفترة بين 25 يونيو و4 يوليو 2011 في أثينا، اليونان وضمت 6000 رياضي من ذويي الإعاقة العقلية 170 دولة.
أقيمت أحدث ألعاب عالمية شتوية للأولمبياد الخاص والتي أقيمت في الفترة بين 29 يناير و5 فبراير 2013 في بيونغتشانغ، كوريا الجنوبية. ضم برنامج الدولة المضيفة أن تستضيف العائلات الرياضيين من مختلف أنحاء العالم لمساعدتهم على التأقلم مع عادات الدولة.

## الدول المستضيفة
| العام | الألعاب العالمية الصيفية للأولمبياد الخاص | الألعاب العالمية الصيفية للأولمبياد الخاص   | الألعاب العالمية الصيفية للأولمبياد الخاص | الألعاب العالمية الشتوية للأولمبياد الخاص | الألعاب العالمية الشتوية للأولمبياد الخاص | الألعاب العالمية الشتوية للأولمبياد الخاص |
| العام | م                                         | المستضيف                                    | التاريخ                                   | م                                         | المستضيف                                  | التاريخ                                   |
| ----- | ----------------------------------------- | ------------------------------------------- | ----------------------------------------- | ----------------------------------------- | ----------------------------------------- | ----------------------------------------- |
| 1968  | 1                                         | شيكاغو، الولايات المتحدة                    | يوليو 20 - 3 أغسطس                        |                                           |                                           |                                           |
| 1970  | 2                                         | شيكاغو، الولايات المتحدة                    | 13 – 15 أغسطس                             |                                           |                                           |                                           |
| 1972  | 3                                         | لوس أنجلوس، الولايات المتحدة                | 13 – 18 أغسطس                             |                                           |                                           |                                           |
| 1975  | 4                                         | ماونت بليزانت، الولايات المتحدة             | 8 – 13 أغسطس                              |                                           |                                           |                                           |
| 1977  |                                           |                                             |                                           | 1                                         | ستيمبوت سبرينغز، الولايات المتحدة         | 5 – 11 فبراير                             |
| 1979  | 5                                         | بروكبورت، الولايات المتحدة                  | 8 – 13 أغسطس                              |                                           |                                           |                                           |
| 1981  |                                           |                                             |                                           | 2                                         | سماجلرز نوتش وستو، الولايات المتحدة       | 8 – 13 مارس                               |
| 1983  | 6                                         | باتون روج، الولايات المتحدة                 | 12 – 18 يوليو                             |                                           |                                           |                                           |
| 1985  |                                           |                                             |                                           | 3                                         | بارك سيتي، الولايات المتحدة               | 24 – 29 مارس                              |
| 1987  | 7                                         | نوتر دام دو لاك وساوث بند، الولايات المتحدة | 31 يوليو – 1 أغسطس                        |                                           |                                           |                                           |
| 1989  |                                           |                                             |                                           | 4                                         | بحيرة تاهو ورينو، الولايات المتحدة        | 1 – 8 أبريل                               |
| 1991  | 8                                         | منيابولس وسانت باول، الولايات المتحدة       | 19 – 27 يوليو                             |                                           |                                           |                                           |
| 1993  |                                           |                                             |                                           | 5                                         | زالتسبورغ وشلادمينج، النمسا               | 20 – 27 مارس                              |
| 1995  | 9                                         | نيو هيفن، الولايات المتحدة                  | 1 – 9 يوليو                               |                                           |                                           |                                           |
| 1997  |                                           |                                             |                                           | 6                                         | كولينجوود وتورونتو، كندا                  | 1 – 8 فبراير                              |
| 1999  | 10                                        | تشابل هيل، درم ورالي، الولايات المتحدة      | 26 يونيو – 4 يوليو                        |                                           |                                           |                                           |
| 2001  |                                           |                                             |                                           | 7                                         | أنكوريج، الولايات المتحدة                 | 4 – 11 مارس                               |
| 2003  | 11                                        | دبلن، أيرلندا                               | 21 – 29 يونيو                             |                                           |                                           |                                           |
| 2005  |                                           |                                             |                                           | 8                                         | ناغانو، اليابان                           | 26 فبراير – 4 مارس                        |
| 2007  | 12                                        | شانغهاي، الصين                              | 2 – 11 أكتوبر                             |                                           |                                           |                                           |
| 2009  |                                           |                                             |                                           | 9                                         | بويسي، الولايات المتحدة (1)               | 6 – 13 فبراير                             |
| 2011  | 13                                        | أثينا، اليونان                              | 25 يونيو – 4 يوليو                        |                                           |                                           |                                           |
| 2013  |                                           |                                             |                                           | 10                                        | بيونغتشانغ، كوريا الجنوبية                | 29 يناير – 5 فبراير                       |
| 2015  | 14                                        | لوس، الولايات المتحدة                       | 25 يوليو – 2 أغسطس                        |                                           |                                           |                                           |
| 2017  |                                           |                                             |                                           | 11                                        | غراتس وشلادمينج، النمسا                   | 14 – 25 مارس                              |
| 2019  | 15                                        | الامارات العربية المتحدة                    | 14–21 مارس                                |                                           |                                           |                                           |

## الرياضات الصيفية الرسمية
المصدر: 
| - ألعاب مائية - ألعاب قوى - كرة الريشة - كرة السلة - بوتشي - بولينج - ركوب الدراجات | - فروسية - كرة القدم - جولف - جمباز - فني وإيقاعي - كرة اليد - جودو - رياضة القوة | - تزلج بالعجلات - ملاحة شراعية - كرة لينة - كرة الطاولة - كرة المضرب - كرة طائرة |

## الرياضات الشتوية الرسمية
المصدر: 
- التزلج على المنحدرات الجليدية
- تزلج ريفي
- تزلج فني على الجليد
- هوكي أرضي
- تزلج سريع - مسارات قصيرة
- تزلج على الثلوج
- التزلج بالقبقاب الثلجي
- تزلج سريع